# Slaget vid Rakowitz
Slaget vid Rakowitz (även känt som Slaget vid Warszawa) var ett blodigt slag under stora nordiska kriget, som skedde den 21 juli 1705. Det svenska kavalleriet under generalmajoren vid kavalleriet och översten för Smålands ryttare Karl Nieroth besegrade en flerdubbelt starkare armé av polska och sachsiska soldater under generallöjtnant Otto Arnold Paykull.

## Bakgrund
Karl XII:s polska fälttåg, under det stora nordiska kriget, utgjordes av ett inbördeskrig i Polen (1704-1709), mellan Warszawas konfederation som stödde tronpraktikanten Stanisław Leszczyński och Sandomierzs konfederation som stödde kung August den starke. Karl XII bistod Leszczyński genom att skicka en truppavdelning under Karl Nieroth. I juli 1705 beslutade den sachsiska befälhavaren Otto Arnold Paykull och hans allierade från Warszawas konfederation att anfalla den svenska truppavdelningen. 
Striden var en del av en kampanjplan utfört av Johann Patkul och Otto Arnold Paykull, vars mål var att krossa Karl XII:s armé med överväldigande styrkor i en samlad allierad offensiv. Den ryska general Boris Sjeremetev skulle anfalla Adam Ludwig Lewenhaupts svenska styrkor i Kurland för att säkerställa Georg Benedict Ogilvys marsch mot den starka befästningen Grodno. Där skulle Ogilvy uppehålla Karl XII så att en sachsisk armé under Johann Matthias von der Schulenburg kan flankera genom Krakow och därefter anfalla svenskarna bakifrån. Samtidigt skulle Paykull samla en armé sachsare, polacker och litauer och marschera mot Warszawa för att avbryta Stanisław Leszczyńskis kröning . 
De allierade styrkorna disponerade en överlägsen armé på 120.000 man mot endast 40.000 svenskar. Planen genomfördes i juli 1705 av Peter I. Ryssarna inledde sitt första anfall, då Sheremetevs styrkor snabbt anföll Lewenhaupt i slaget vid Gemauerthof den 16 juli. Lewenhaupt kunde dock avvärja anfallet fast med svåra förluster, vilket leder till ett tillbakadragande mot staden Riga. Paykull marscherade sedan med sin sachsisk-polsk-litauiska armé mot Karl Nieroths styrka som försvarade Warszawa - båda arméerna drabbade samman i Warszawas utkanter, bara fem dagar efter slaget vid Gemauerthof .

## Slagordning

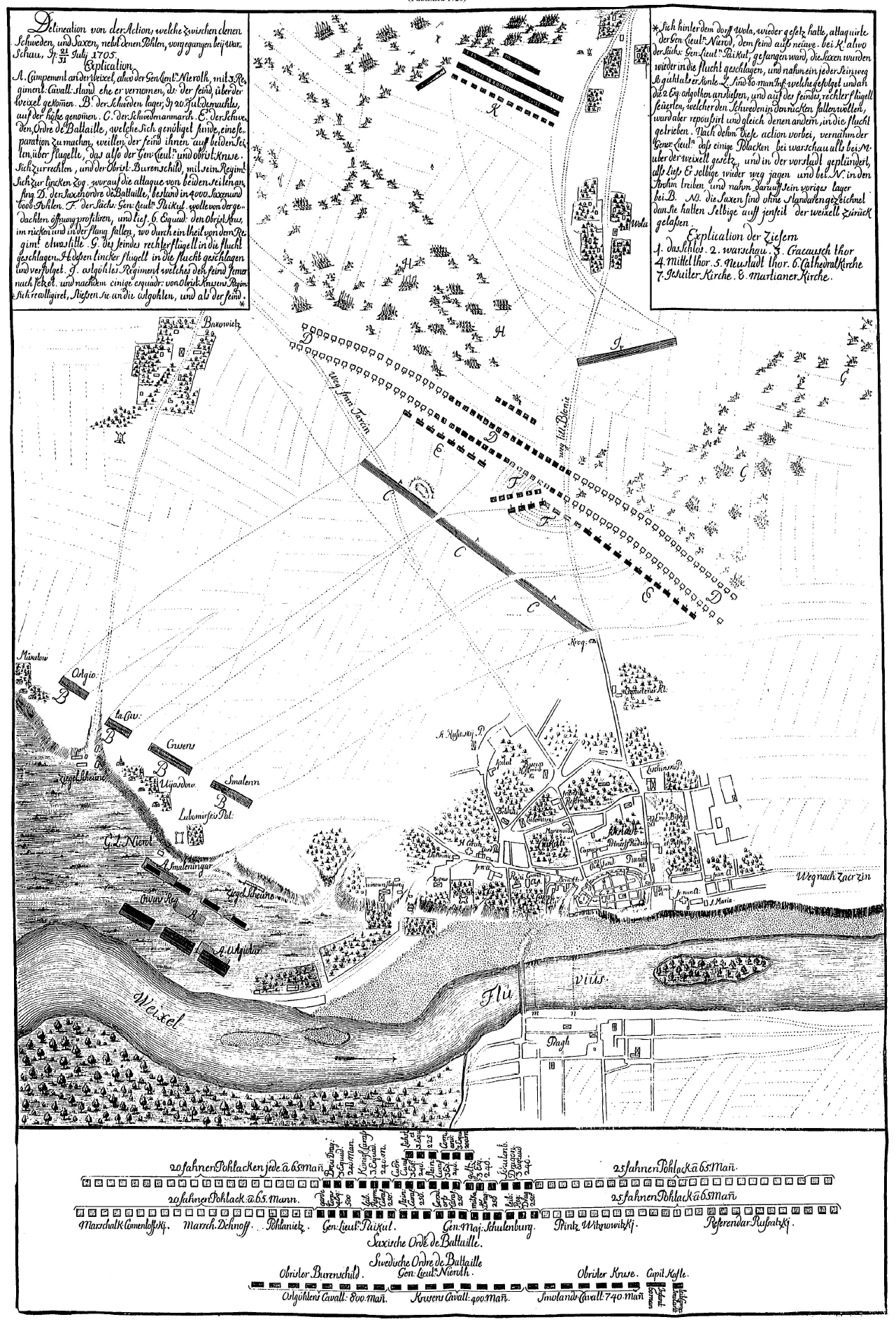
Arméernas respektive slagordning.

De svenska styrkorna bestod av tre kavalleriregementen och en liten trupp fotsoldater på 60 man, sammanlagt 2.000 man under Karl von Nieroths befäl. Den sachsisk-polsk-litauiska armén bestod av 3.500 sachsiska kyrassiärer och 6.000 polsk-litauiska ryttare. Dess överbefälhavare var Otto Arnold Paykull, medan de polsk-litauiska styrkorna leddes av sex polska adelsmän. 
Den sachsiska armén överflyglade den svenska linjen, så Nieroth blev tvungen att dela sin linje i två separata flyglar, vilket innebär att svenskarna inte har en center och är därmed sårbara inom denna lucka. Högerflygeln leddes av Nieroth med sina Småländska ryttare tillsammans med Upplands tremänningsregemente. Vänsterflygeln leddes av Jacob Burenskiöld med Östgöta kavalleriregemente. Längst ut åt höger gömde sig 60 musketerare från Skaraborgs regemente, utplacerade i det höga busksnåret. 

## Slaget
Nieroth skickade ut två spaningspatruller på vardera 180 man, den ena under Jon Stålhammars befäl och den andra under Klas Bondes befäl. Bondes patrull råkade då upptäcka en styrka på 500 man i de främre leden av den polska armén under skymningen den 20 juli. Styrkan försökte att korsa floden Vistula. Bonde gav order om att anfalla styrkan, men misslyckas med en massaker till följd av den stora truppskillnaden mellan de två styrkorna. Senare försökte de återstående 160 ryttarna inom spaningspatrullen att anfalla de 5.000 polacker som hade korsat floden, men utan framgång. Några av ryttarna kunde dock återvända till Nieroth och rapportera om det kommande hotet.
Följande dag, den 21 juli, möttes de båda arméerna vid byn Rakowitz utanför Warszawa. Nieroths ryttare drev bort de litauiska ryttarna på 3.000 man och förföljde dem under rejäla drabbningar i 20 km. Men efter inledande resultat hade Jacobs ryttare problem, då Paykull beordrade ett anfall genom mitten av de svenska flyglarna och anfalla svenskarna bakifrån och från sidan. Sex sachsiska skvadroner vek plötsligt av åt vänster genom centern och angrep Upplands kavalleri i flanken, vilket skapade oordning för de svenska ryttarna. Östgötas ryttare anföll dock de sachsiska ryttarna och försökte driva bort dem från centern, men stoppades då 3.000 sachsare försvarade sig länge nog så att polackerna kunde komma till undsättning. 
Polackerna utförde snabbt en motattack i flanken och den bakre delen av de ockuperade svenska ryttarna, medan de stred mot sachsarna i fronten. Men Östgötas ryttare utförde ett framgångsrikt anfall mot sachsarna i fronten, så våldsamt att dessa var tvungna att retirera och därefter samlas och omgrupperas. Upplands ryttare lyckades avvärja sachsarnas anfall, och tillsammans med Östgötas ryttare gjorde de ett förnyat anfall mot sachsarna. Samtidigt överraskade de dolda, svenska musketörerna och sköt en salva på sachsarna medan de omgrupperade sina linjer. Efter sex timmar var slaget slut; den allierade armén var besegrad. 

## Följder
Omkring 150 svenskar hade dödats, och lika många sårades under striden. Omkring 500 sachsare och polacker hade dödats, och omkring 1.000 sårades. Dessutom hade cirka 300 polacker drunknat i floden Vistula under stridens slutskede, då de förföljdes av svenska ryttare. Åtskilliga allierade soldater tillfångatogs, inklusive generallöjtnant Paykull. Svenskarna tog även viktiga dokument, där svenskarna fick reda på de allierades planer om att avsätta Stanisław Leszczyński från sin polska tron. Karl XII marscherade då med sin armé till Warszawa för att säkra Leszczyńskis kröning, och de allierades överraskningsmoment av kampanjplanen misslyckades.

## Deltagande svenska regementen
- Östgöta kavalleriregemente (800 man)
- Upplands tremänningsregemente (kavalleri) (400 man)
- Smålands kavelleriregemente (740 man)
- Skaraborgs regemente (60 man)[1]